# Federico Ibarra Groth
Federico Ibarra Groth (Ciudad de México, 25 de julio de 1946) es un compositor mexicano.

## Biografía
Nació en la Ciudad de México, en 1946. Estudió Composición en la Escuela Nacional de Música de la Universidad Nacional Autónoma de México (UNAM). Fue alumno de Jean-Étienne Marie, y fue becado por Radio Universidad y la Radio Televisión Francesa en París y en España. Es músico y compositor de una gran variedad de obras musicales, muchas de ellas para teatro; también ha publicado ensayos y críticas musicales en periódicos y revistas nacionales. Ha participado en múltiples festivales nacionales e internacionales y ha integrado diversos grupos de música de vanguardia. 
Fue director musical de Micrópera de México, dirigió el Taller de Composición del Cenidim y actualmente está a cargo del Taller Piloto de Composición de la Escuela Nacional de Música de la UNAM, así como de la dirección musical de Camerópera de la Ciudad. Integra la Comisión de Programación de Actividades Musicales de la Dirección de Difusión Cultural UNAM y es director musical del Taller de Opera de Cámara de la ENM-UNAM. Varias veces ha integrado el jurado del Programa de Becas y Estímulos para Creadores y Proyectos Culturales del Fondo Nacional para la Cultura y las Artes (FONCA) y del jurado de la Medalla Mozart. 
Su ópera Alicia fue ganadora del Premio Accésit “Jacinto e Inocencio Guerrero” por la mejor obra lírica, en España; además recibió los premios “Silvestre Revueltas” y “Lan Andomián”, la Medalla Mozart, el Premio Universidad Nacional (UNAM) y el premio Nueva Música para Danza, por el ballet Imágenes del Quinto Sol, otorgado por la UNAM. Fue premiado en el Primer Concurso Internacional de Composición Musical de Ciudad Ibagüé, Colombia, y por la música original para la obra de teatro Los esclavos de Estambul, de Emilio Carballido. Ha sido becario del Programa de Intercambio Residencias de Artísticas México-Canadá-Estados Unidos, en la categoría Creador Artístico y es miembro emérito del Sistema Nacional de Creadores de Arte del FONCA.

## Premios
- Premio de composición Silvestre Revueltas, (1975 y 1976);
- Premio de composición Lan Adomián,(1980);
- Medalla Mozart por méritos musicales, (1991);
- Accésit Premio “Jacinto e Inocencio Guerrero” por su ópera Alicia, (1991);
- Premio Universidad Nacional (UNAM), (1993);
- Tercer lugar en el concurso internacional de composición en Ciudad Ibagüé, (Colombia);
- Premio Nacional de Ciencias y Artes en el área de Bellas Artes, México, (2001).[1]

## Óperas
- Leoncio y Lena (1981), libreto de José Ramón Enríquez.
- Orestes Parte (1984), libreto de José Ramón Enríquez.
- El pequeño príncipe (1988) , libreto de Luis de Tavira.
- Madre Juana (1993), libreto de José Ramón Enríquez.
- Despertar al sueño (1994), libreto de David Olguín.
- Alicia (1995), libreto de José Ramón Enríquez.
- Brindis por un milenio (2000),.
- El juego de los insectos (2009), libreto basado en una obra teatral de Joseph Capek y de Karel Kapek de Verónica Musalem.
- Antonieta, un ángel caído (2010), libreto de Verónica Musalem basado en la vida de Antonieta Rivas Mercado.

## Ediciones
- Obras de Federico Ibarra, Toccata, 1997, ISBN 968-36-5804-0.
- Tres Obras para Coro: Romancillo; A una Dama que iba cubierta; Villancico vi; Juguete, 1997, ISBN 968-36-5802-4.
- Sonata breve para Violín solo, 1997, ISBN 968-36-5805-9.
- Obras para Clavecín y para Órgano: Galopa de la Mosca Trapecista; Música para Teatro, Intrada, 1997, ISBN 968-36-5803-2.
- Colección empastada de la Edición conmemorativa de Federico Ibarra.

## Grabaciones
- Sonatas para piano No. 0 - 6. Cecilia Soria, piano [Doron, DDD, 2004]
- Concierto para chelo. Carlos Prieto, Edison Quintana; Orquesta de las Américas; Director: Carlos Miguel Prieto. Urtext Catalog #: 23 Spars Code: DDD
- Cinco Miniaturas. Coghlan Trio Urtext Catalog #: 73 Spars Code: DDD
- Cuarteto no. 2. Cuarteto Latinoamericano (integrado por Arón Bitrán, Javier Montiel, Saúl Bitrán, Álvaro Bitrán. New Albion Catalog #: 100 Spars Code: n/a
- Sonata para chelo y piano. Carlos Prieto, chelo; Edison Quintana, piano. Urtext Catalog #: 14 Spars Code: DDD

"Segunda Sinfonía "Las Antesalas del sueño". Filarmónica de las Américas, Alondra de la Parra. Sony Classical, DDD